# Coghinas
Il Coghinas (in gallurese: Cucina, in sassarese: Cuzina) è il più importante fiume della provincia di Sassari e con una lunghezza di 116 km è il terzo fiume della Sardegna dopo il Tirso e il Flumendosa, risultando però 2° per ampiezza di bacino dopo il Tirso e il 2° dopo il Flumendosa per portata media d'acque.
Uno sbarramento del suo corso presso la stretta del Muzzone, mediante una diga lunga 185 metri e larga 58, forma l'omonimo bacino, il lago Coghinas, che ha una capacità di 254 milioni di metri cubi d'acqua.
Possiede un impianto idroelettrico costruito nel 1926, ed è stato inaugurato nel 1927.
Il Coghinas nasce dall'altopiano di Buddusò, ma raccoglie le acque di numerosi affluenti tra i quali il rio Biralotta, il rio de s'Elema e il rio Altana sfociando nel golfo dell'Asinara, nei pressi di Valledoria.
Il termine Coghinas, che in logudorese significa "cucine" deriva dalla presenza di sorgenti di acqua calda che all'altezza di Casteldoria, una borgata presso Santa Maria Coghinas, sgorgano dando vita ad un complesso termale conosciuto già in epoca romana. La presenza di acque salso-bromo-iodiche che sgorgano ad una temperatura di 76 °C ha consentito lo sviluppo di strutture modernamente attrezzate che, assieme alla bellezza e ricchezza della flora e della fauna dei luoghi e alla presenza di aree protette, aumentano il potenziale di sviluppo turistico della zona, situata a meno di 10 km dalle più belle spiagge del Golfo dell'Asinara.
Già dal 2006 si pratica il carpfishing, mentre, per gli amanti della natura e dello sport, è possibile discendere in tutta tranquillità l'intero corso del fiume dalle terme di Casteldoria sino alla foce presso Valledoria in canoa o kayak.

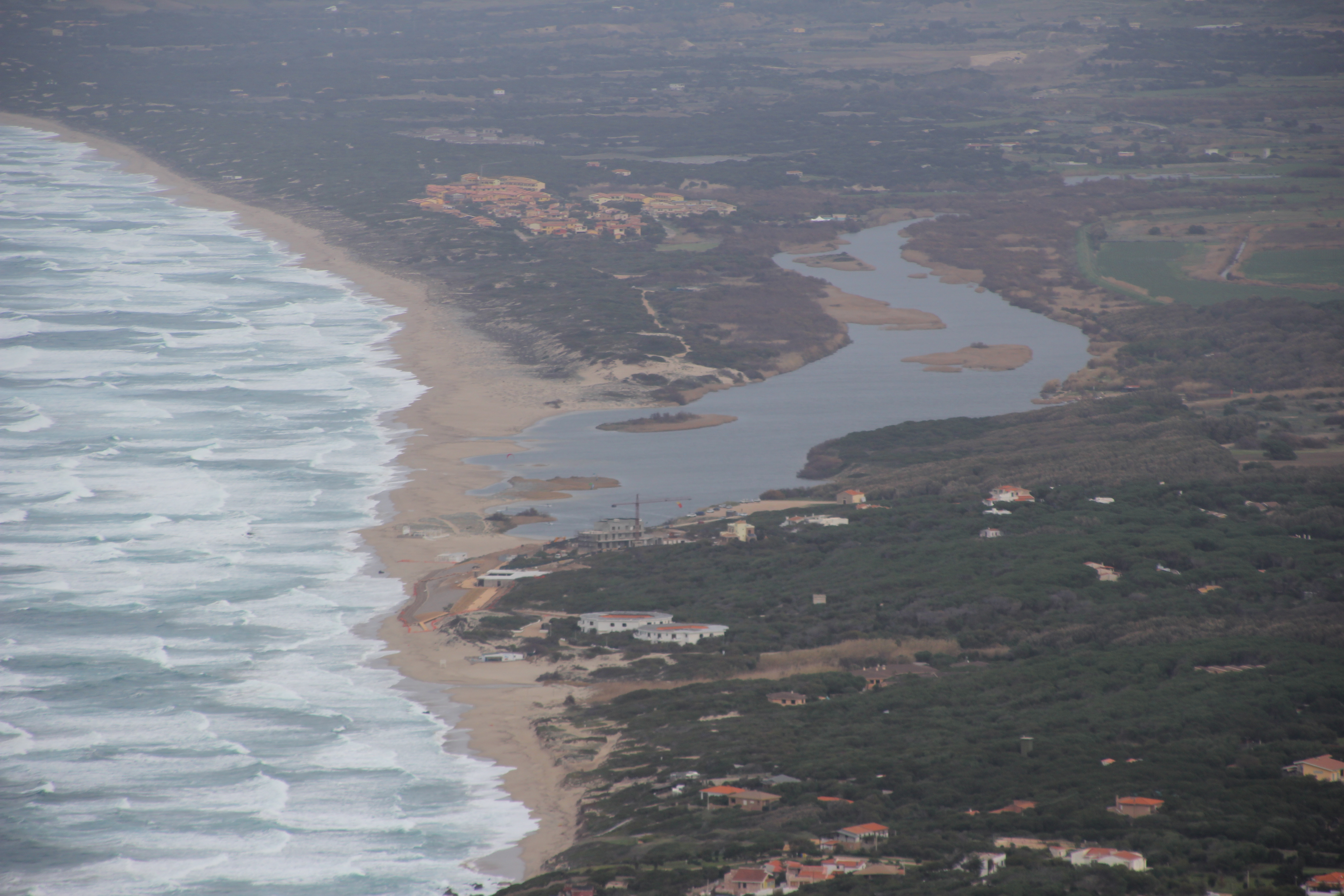
La foce vista da monte Ossoni.
La foce del Coghinas, Valledoria.
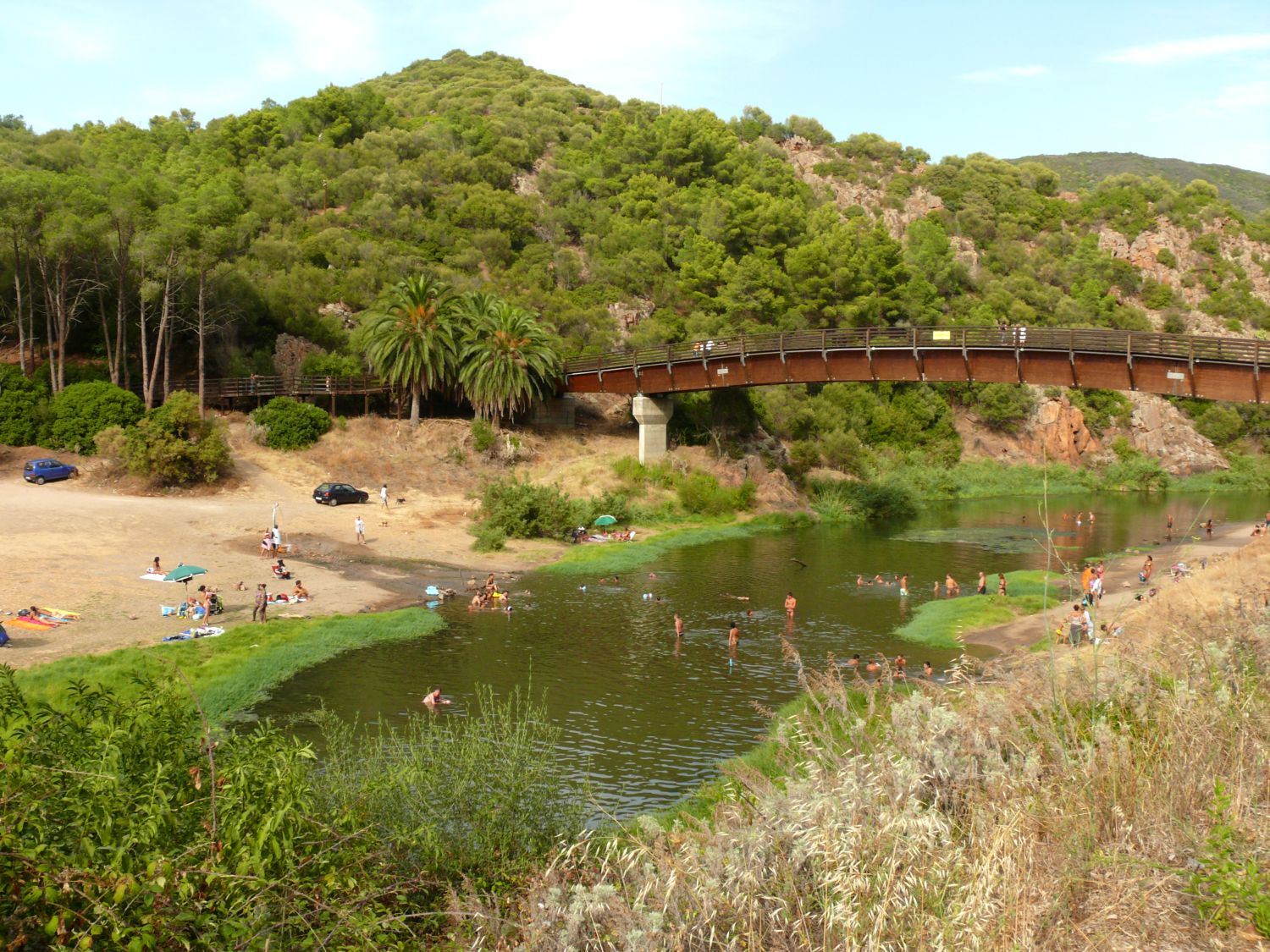
Il Coghinas presso le terme di Casteldoria.
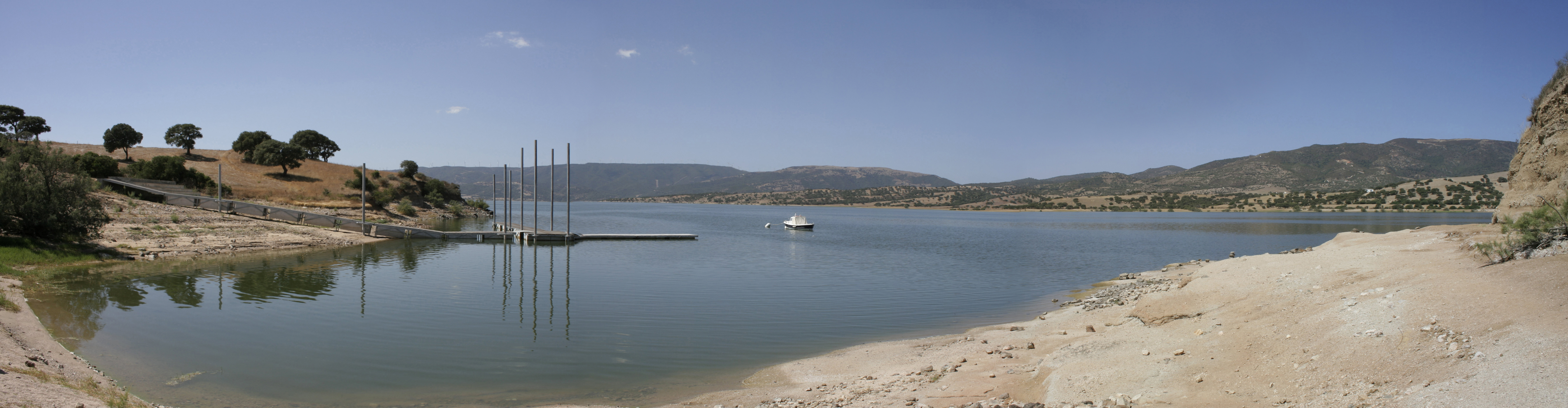
Panoramica del lago Coghinas.
Stabilimento termale sul fiume Coghinas.